# Älvsbro
Älvsbro var en kronohammare  i Varnån, en halv mil norr om Kristinehamn, anlagd av Karl IX år 1611. Verksamheten kring hammaren dog ut beroende på konungens död och att det inte fanns någon efter honom som ägnade intresse åt företag av detta slag. Den förföll under något år och blev inte mer använd. Några tiotal år senare uppfördes på samma plats ett nytt stångjärnsbruk. 